# Коламбус (Техас)
Коламбус (англ. Columbus) — місто (англ. city) в США, в окрузі Колорадо штату Техас. Населення — 3699 осіб (2020).

## Географія
Коламбус розташований за координатами 29°42′10″ пн. ш. 96°33′25″ зх. д. / 29.70278° пн. ш. 96.55694° зх. д. (29.702778, -96.557057).  За даними Бюро перепису населення США в 2010 році місто мало площу 7,45 км², з яких 7,44 км² — суходіл та 0,01 км² — водойми.

## Демографія
Згідно з переписом 2010 року, у місті мешкало 3655 осіб у 1412 домогосподарствах у складі 898 родин. Густота населення становила 491 особа/км².  Було 1707 помешкань (229/км²).
Расовий склад населення:
| - 69,0 % — білих - 17,9 % — чорних або афроамериканців - 0,6 % — корінних американців - 0,5 % — азіатів - 10,1 % — осіб інших рас |

До двох чи більше рас належало 1,9 %. Частка іспаномовних становила 24,3 % від усіх жителів.
За віковим діапазоном населення розподілялося таким чином: 24,2 % — особи молодші 18 років, 52,6 % — особи у віці 18—64 років, 23,2 % — особи у віці 65 років та старші. Медіана віку мешканця становила 42,7 року. На 100 осіб жіночої статі у місті припадало 91,7 чоловіків;  на 100 жінок у віці від 18 років та старших — 86,6 чоловіків також старших 18 років.
Середній дохід на одне домашнє господарство  становив 55 082 долари США (медіана — 39 505), а середній дохід на одну сім'ю — 70 451 долар (медіана — 50 923). Медіана доходів становила 46 250 доларів для чоловіків та 39 050 доларів для жінок. За межею бідності перебувало 11,6 % осіб, у тому числі 1,4 % дітей у віці до 18 років та 8,5 % осіб у віці 65 років та старших.
Цивільне працевлаштоване населення становило 1532 особи. Основні галузі зайнятості: освіта, охорона здоров'я та соціальна допомога — 32,1 %, роздрібна торгівля — 17,6 %, виробництво — 11,0 %, публічна адміністрація — 9,2 %.